# Kanza (langue)
Pour les articles homonymes, voir Kanza.
Le kanza (Kaáⁿze íe en kanza), aussi appelé kansa ou kaw, est une langue amérindienne de la famille des langues siouanes du sous-groupe des langues siouanes de la vallée du Mississippi, parlée dans le Nord-Est de l'Oklahoma. C'est l'une des quatre langues du sous-groupe dhegiha.
Le kanza fut largement étudié au XIXe siècle par le siouaniste James Owen Dorsey. Ce matériel a permis au linguiste Robert L. Rankin d'analyser la langue et d'aider la nation kaw à créer un programme de revitalisation du kanza.
Les derniers locuteurs dont le kanza était la langue maternelle ont disparu dans les années 1980. La langue est éteinte.

## Écriture
| a | aⁿ | b | c | ch | d | e | g | gh | h | i | iⁿ | j | k | kh | k’ | l | m | n | o | oⁿ | p | ph | p’ | s | sh | t | th | t’ | ts’ | u | w | x | y | z | zh |